# 卡氏前頜蝴蝶魚
卡氏前頜蝴蝶魚，為輻鰭魚綱鱸形目蝴蝶魚科的一個種。

## 分布
本魚分布於東南太平洋區的加拉巴哥群島及祕魯海域。

## 特徵
本魚體側扁，吻突出且長，體略呈三角形，體色為銀白色為主，但頭部和背部為呈黃色。頭部有一黑色直條紋起自背鰭第一硬棘貫穿整個眼部並延伸至吻部。體側有一黑色粗大的倒「V」條紋，起自背鰭第三硬棘，一邊延伸至鰓蓋；一邊延伸至臀鰭軟條部。腹鰭和臀鰭硬棘部為黃色而軟條部為黑色，背鰭、尾鰭黑色。體長可達12.1公分。

## 生態
本魚棲息於較深的礁石與峭壁區，少見。

## 經濟利用
可做為觀賞魚。